# .tg
A .tg Togo internetes legfelső szintű tartománykódja, melyet 1996-ban hoztak létre. Bárki regisztrálhat ugyan domaint ebben a tartományban, de Togón kívülek ritkán használják.